# Église Sainte-Cwyllog de Llangwyllog
L'église Sainte-Cwyllog (en anglais St Cwyllog's Church), est un édifice religieux anglican médiéval situé près de Llangwyllog, dans le comté d'Anglesey, au nord du pays de Galles.
Sainte-Cwyllog fonde une église en ce lieu au VIe siècle, bien que la date précise reste inconnue. L'existence d'une église à cet emplacement est documentée dès 1254, et certaines parties du bâtiment qui subsistent peuvent remonter aux environs de 1200. D'autres sections datent du XVe siècle, complétées par une annexe, probablement destinée à servir de salle de classe, ajoutée au XVIe siècle. L'église abrite des aménagements du XVIIIe siècle, notamment une chaire géorgienne à trois étages et son pupitre de lecture.
L'église reste un lieu de culte de l'Église au pays de Galles, intégrée dans un groupement de sept paroisses. Son importance architecturale lui vaut un classement Grade II, distinction nationale réservée aux « édifices particulièrement importants présentant un intérêt exceptionnel ». Cette reconnaissance s'explique par une certaine qualité de cette « belle église médiévale rurale » qui combine des éléments du XVe siècle et des aménagements du XVIIIe siècle.

## Histoire
L'église Sainte-Cwyllog se situe dans un environnement rural, en plein cœur d'Anglesey, à environ 5 km au nord-ouest de Llangefni, chef-lieu du comté, près du petit village de Llangwyllog. Le village tire son nom de l'église, puisque le terme gallois llan désigne à l'origine une enceinte puis une église, et gwyllog représente une version modifiée du nom de la sainte.
La première église en ce lieu s'établit grâce à Cwyllog, une sainte, au VIe siècle, la date précise demeurant inconnue. Elle se trouve être l'une des filles de Saint Caw, un roi du nord de la Grande-Bretagne qui perd ses terres et cherche refuge pour sa famille à Anglesey, où le souverain Maelgwn Gwynedd lui accorde des terres. La taxation de Norwich en 1254 révèle la présence d'une église sur ce site, et les murs en place semblent remonter à environ 1200. Au XIIIe siècle, le contrôle de l'église se place sous la responsabilité des chanoines augustiniens du prieuré de Penmon, situé dans l'est d'Anglesey, le prieuré percevant les revenus issus des dîmes versées à l'église. Progressivement, le prieuré diminue en taille et en importance, et en 1522, le prieur ainsi que deux chanoines — constituant à ce moment l'intégralité de la communauté — apposent leur signature sur le bail de l'église de Llangwyllog en faveur de Richard Bulkeley, membre d'une famille influente de Beaumaris sur Anglesey, pour une durée de cent ans, moyennant un loyer annuel de 1 livre sterling.

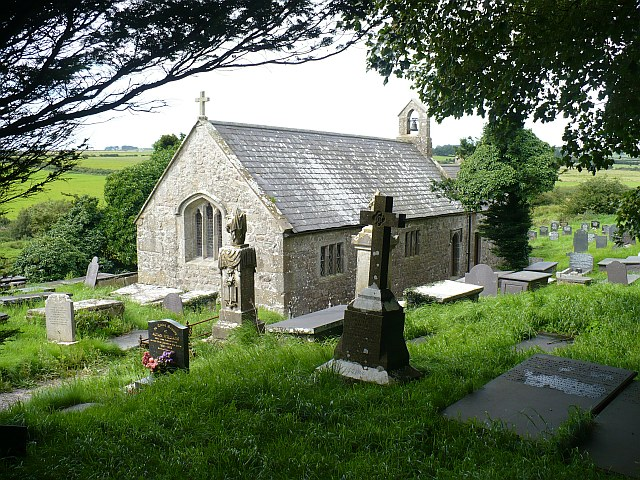
L'église Sainte-Cwyllog, avec sa fenêtre en arc du XV.

La porte nord et la fenêtre orientale datent de la fin du XVe siècle. Une annexe s'intègre à l'extrémité ouest dans la seconde moitié du XVIe siècle, alors que des travaux de restauration se réalisent en 1812, financés par Thomas Bulkeley, et des interventions complémentaires s'effectuent en 1854,.
L'église de Sainte-Cwyllog, désormais rattachée à l'Église au pays de Galles, continue d'accueillir des offices ; toutefois, en 2011, un seul office se trouve programmé, chaque troisième dimanche du mois dans l'après-midi. L'édifice figure parmi les trois églises constituant la paroisse de Llannerch-y-medd, laquelle appartient à un bénéfice commun regroupant quatre autres paroisses (Llandrygarn, Bodwrog, Heneglwys et Trewalchmai) et totalise sept églises. La paroisse se situe dans le décanat de Malltraeth et l'archidiaconat de Bangor, au sein du diocèse de Bangor. En 2013, la charge de vicaire demeure vacante.

## Architecture

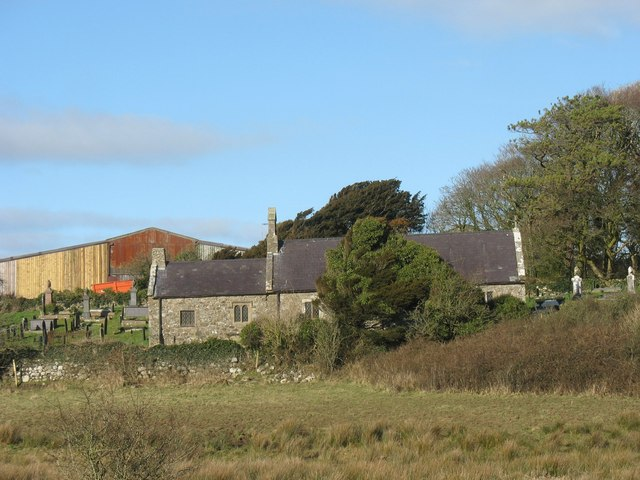
L'église de Sainte-Cwyllog, ornée de son toit en ardoise, photographiée en 2009.

L’église est construite en maçonnerie de moellons, avec des chaînages d’angle composés de très gros blocs. La toiture, en ardoise, est couronnée de pierres de faîtage. La partie principale de l’édifice mesure 13,87 mètres de long sur 4,65 mètres de large. Une annexe, située à l’extrémité ouest, s’étend sur 6,25 mètres de longueur et 4,72 mètres de largeur. Sur le toit de la nef, à l’ouest, se dresse un clocheton abritant une cloche unique ornée de trois têtes de taureau, datée de 1661. À l’est, une croix surmonte l’édifice. La nef et le chancel ne sont pas séparés par une division architecturale. L’annexe, plus petite et de moindre hauteur que le bâtiment principal, s’aligne sur celui-ci. Elle pourrait avoir été destinée à servir de salle de classe,. Cette annexe conserve une porte du XVIe siècle, située à l’ouest, transformée en fenêtre au XIXe siècle, ainsi qu’une porte moderne à l’est, et une cheminée du XVIIIe siècle. L’entrée principale de l’église se trouve sur le côté nord de la nef. Elle date de la fin du XVe siècle et se caractérise par une ouverture en arc brisé, encadrée de manière rectangulaire.
La fenêtre est du chancel date du XVe siècle. Elle se compose de trois lancettes surmontées de trèfles, inscrites dans un arc brisé. En 1882, des vitraux réalisés par l’artiste préraphaélite Henry Holiday y sont ajoutés. Les fenêtres de la paroi nord, datées de la fin du XVIe siècle, présentent des encadrements à linteaux droits. Sur le mur sud, une fenêtre similaire coexiste avec deux copies datant du XIXe siècle.

## Mobilier liturgique
Le baptistère cylindrique en pierre remonte au XIIIe siècle. Il est sculpté de motifs décoratifs, notamment un décor complexe de feuilles et un entrelacs. Cette ornementation reste toutefois inachevée sur environ un tiers de sa surface. Les autres éléments mobiliers, pour la plupart, datent de la fin du XVIIIe siècle, période durant laquelle l’église Sainte-Cywllog est restaurée en 1769,. Parmi ces aménagements figure une chaire triple, combinée à un lutrin, ornée de panneaux sur sa face avant, ses côtés ainsi qu’à l’arrière,,. Elle porte l’inscription « M T I I WARDENS 1769 ». L’autel est ceint de rampes de communion sur trois côtés, probablement contemporaines de la chaire. Des sièges sont disposés dans le chancel, le long des murs nord et sud. Plusieurs monuments funéraires du XVIIIe siècle y sont également conservés,. À l’est de la chaire, une loge fermée date du XVIIIe siècle, une autre du XIXe siècle. À l’ouest, des bancs accueillent les fidèles,. Le coffre de l’église porte la date de 1804 et des patères à chapeaux ornent les murs.
L’église Sainte-Cwyllog conserve trois calices en argent datant du XVIe siècle. Le couvercle de l’un d’eux, daté de 1578, est restitué à l’église en 2010 par une antiquaire qui l’avait acquis quelques années auparavant, le prenant initialement pour un couvercle de sucrier de l’époque Tudor. Des recherches menées par la suite révèlent qu’il provenait d’une église voisine aujourd’hui fermée, dont l’argenterie avait été transférée à Sainte-Cwyllog. Une conversation fortuite entre l’antiquaire et un ecclésiastique local, au sein d’un groupe d'archéologues, a permis d’identifier la marque de l’orfèvre, identique à celle figurant sur l’un des calices, et de constater que le couvercle s’y adapte parfaitement. L’antiquaire décide alors de le rendre à l’église.

## Statut patrimonial

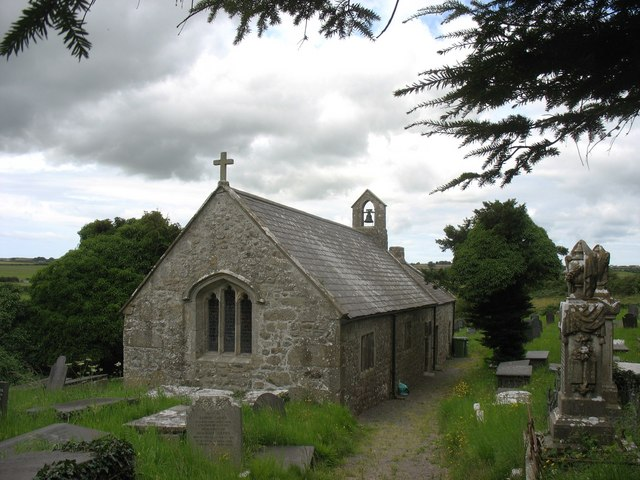
L'église de Sainte-Cwyllog, photographie de 2009.

L'église bénéficie d'une reconnaissance nationale ainsi que d'une protection légale contre toute modification, en raison de son inscription au titre des monuments classés de Grade II le deuxième niveau le plus élevé des trois grades existants, désignant les édifices « particulièrement importants et d’un intérêt supérieur à la moyenne ». Elle obtient ce statut le 12 mai 1970 et figure depuis comme « une église médiévale rurale qui conserve certains éléments du XVe siècle ainsi que le plan médiéval d’origine, simple et caractéristique ». Cadw, l’organisme du gouvernement gallois chargé du patrimoine bâti et de l’inscription des édifices gallois sur les listes statutaires, souligne également la présence de mobilier et de monuments commémoratifs du XVIIIe siècle. Il précise en outre que l’ajout d’une annexe à l’ouest constitue une particularité rare dans l’île d’Anglesey.
L’antiquaire du XIXe siècle Angharad Llwyd décrit l’église comme « petite, mais remarquablement bien construite », et mentionne « la chapelle ancienne et singulière située à l’extrémité ouest de la nef ». En 1859, le clerc et antiquaire Harry Longueville Jones affirme que l’église Sainte-Cwyllog « présente des caractéristiques architecturales légèrement supérieures à celles de la plupart des petites églises d’Anglesey ». Un guide de 2009 consacré au patrimoine bâti de la région qualifie la restauration de 1854 de « discrète et respectueuse », tout en signalant la rareté des aménagements d’époque géorgienne encore en place, notamment la chaire. Un autre guide, publié en 2011 et dédié aux édifices religieux du pays de Galles, indique que l’église Sainte-Cwyllog possède « le plus ancien et le plus remarquable des intérieurs d’églises antérieurs au mouvement ecclésiologique d’Anglesey ».